# Микадо
Мика́до (яп. 帝(御門), «высокие ворота») — устаревший титул для обозначения императора Японии, в настоящее время чаще называемого «тэнно» (сын неба), по аналогии с древнекитайским языком. Термин означал не только самого монарха, но его дом, двор и даже государство.
Хирохито, 124-й император Японии, после поражения во Второй мировой войне под давлением союзных оккупационных войск императорским рескриптом назвал божественность императора ложным понятием, основанным на легендах и мифах, что учитывалось американскими переводчиками классической японской литературы.